# Nososticta selysii
Nososticta selysii är en trollsländeart som först beskrevs av W. Foerster 1896.  Nososticta selysii ingår i släktet Nososticta och familjen Protoneuridae. Inga underarter finns listade i Catalogue of Life.